# Pont-sur-Vanne
Pont-sur-Vanne is een gemeente in het Franse departement Yonne (regio Bourgogne-Franche-Comté) en telt 184 inwoners (1999). De plaats maakt deel uit van het arrondissement Sens.

## Geografie
De oppervlakte van Pont-sur-Vanne bedraagt 10,5 km², de bevolkingsdichtheid is 17,5 inwoners per km².
De onderstaande kaart toont de ligging van Pont-sur-Vanne met de belangrijkste infrastructuur en aangrenzende gemeenten.

## Demografie
Onderstaande figuur toont het verloop van het inwonertal (bron: INSEE-tellingen).